# Beni (Nepal)
Beni (Nepali बेनी Beni) ist eine Stadt (Munizipalität) in Nordzentral-Nepal im Distrikt Myagdi.
Die Stadt entstand 2014 durch Zusammenlegung der Village Development Committees Arthunge, Ghatan, Jyamrukot, Pulachaur, Ratnechaur und Singa. Die Stadt liegt auf einer Höhe von 836 m an der Einmündung des Myagdi Khola in den Kali Gandaki. Sie bildet den Verwaltungssitz des Distrikts Myagdi.
Das Stadtgebiet umfasst 52 km².

## Einwohner
Bei der Volkszählung 2011 hatten die VDCs, aus welchen die Stadt Beni entstand, 28.511 Einwohner (davon 12.892 männlich) in 7455 Haushalten.